# Braun Büffel
Die Braun GmbH & Co. KG ist ein deutscher Lederwarenhersteller mit Sitz in Kirn im Bundesland Rheinland-Pfalz. Das Familienunternehmen wurde 1887 gegründet und vertreibt seine Produkte unter der Marke Braun Büffel (Eigenschreibweise: „BRAUN BÜFFEL“).
Braun Büffel produziert als einer der wenigen der Lederwarenbranche in Deutschland: am Gründungsort Kirn und seit 2022 zusätzlich in Offenbach. Zu dem Produktsortiment gehören handgefertigte und hochwertige Lederwaren wie Geldbörsen, Portemonnaies, Businesstaschen, Handtaschen, Reisegepäck, Rucksäcke, Schlüssel- und Kartenetuis sowie Lederaccessoires für Damen und Herren. Daneben bietet Braun Büffel auch Sonderanfertigungen und Auftragsarbeiten für Unternehmen an.

## Unternehmen & Standorte
Das Unternehmen Braun GmbH & Co. KG mit seiner Marke Braun Büffel produziert in den deutschen Ledermanufakturen in Kirn und Offenbach handgefertigte Lederwaren wie Geldbörsen, Portemonnaies, Businesstaschen, Taschen, Reisegepäck, Rucksäcke, Lederaccessoires, sowie Schlüssel- und Kartenetuis für Damen und Herren. Ergänzend dazu arbeitet das Unternehmen seit Jahrzehnten mit ausgezeichneten Partnermanufakturen in Asien.
Der Firmensitz des familiengeführten Unternehmens ist in Kirn in Deutschland im Bundesland Rheinland-Pfalz. Deutschlandweit beschäftigt Braun Büffel 50–99 Mitarbeiterinnen.
Neben den beiden Online-Auftritten in Deutschland www.braun-bueffel.com und der Schweiz www.braun-bueffel.ch, betreibt Braun Büffel derzeit fünf Filialen:
- Flagshipstore in München
- Outlet-Store als Werksverkauf in Kirn
- Outlet-Store im Wertheim Village
- Shop-in-Shop im KaDeWe
- Outlet-Store im Landquart Fashion Outlet in der Schweiz

## Die Marke „Braun Büffel“

### Gründung
Im Jahr 1887 wurde das Unternehmen in Kirn gegründet. Seit dem 18. Jahrhundert bis in die 1980er Jahre war die Stadt an der Nahe eines der größten Zentren der Lederindustrie in Deutschland und Europa. Kirn galt als die „Stadt des Leders“ mit vielen ansässigen Lederfabriken. Heute sind von den Lederfabriken meist nur die Firmensitze geblieben, produziert wird in Asien, andere mussten Insolvenz anmelden. Braun produziert als einer der wenigen der Branche weiterhin einen Teil des Sortiments (Made in Germany) am Gründungsort Kirn in Deutschland. Andere Kollektionen werden über die malaysischen Partner Jeco und Bonia, die auch die außereuropäischen Markenrechte halten, in Südostasien gefertigt.
Im Jahr 1974 wird die Marke Braun Büffel geboren. Der Markenname ist eine Kombination aus dem Familiennamen Braun und dem Büffel. Der Büffel als Signet soll Kraft und Stärke symbolisieren und dokumentiert den Bezug zum Leder, denn in den 1970er Jahren wurde überwiegend Wasserbüffelleder verarbeitet.

### Auszeichnungen
Seit den 1990er Jahren gewinnt die Marke Braun Büffel Designpreise, u. a.
- 1999: Auszeichnung mit dem Designerpreis der Stadt Offenbach[10]
- 2002: Designpreis für Innovation des italienischen Lederwarenverbandes MIPEL...issima
- 2007: ILM Award in der Kategorie „Best in Basics“
- 2016: ILM Award für die Serie Savona aus olivenblattgegerbtem Leder[11]
- 2019: ILM Award für die Businesstasche aus der Made in Germany-Serie Arizona[12]
- 2000 und 2002: Gewinn des Deutschen Lederwarenpreises für Kleinlederwaren

## Services
Neben handgefertigten Lederprodukten bietet Braun Büffel zusätzliche Services an:
- Lebenslanger Reparaturservice
- Individuelle Prägungen von Kleinlederwaren
- Kostenloser Versand & Retoure in den Online-Shops
- DIY-Workshops, in denen Kunden ihr eigenes Lederaccessoire fertigen können
- Sonderanfertigungen
- Auftragsarbeiten